# Ребёнок с кнутиком
«Ребёнок с кнутиком» — картина французского художника-импрессиониста Пьера Огюста Ренуара из собрания Государственного Эрмитажа.
На картине изображён мальчик с длинными волосами, одетый по моде 1870—1880-х годов в светло-голубое платье с широким поясом, в руках у него небольшой игрушечный кнутик; он стоит на дорожке в саду, левее него угадывается небольшая клумба. Справа внизу подпись художника и дата: Renoir. 85.
Картина является портретом Этьена Гужона-младшего (1880—1945), запечатлённом в пятилетнем возрасте, и написана Ренуаром по заказу его отца сенатора Франции доктора Этьена Гужона в 1885 году. Тогда Гужон-старший заказал Ренуару четыре портрета своих детей. Портреты старших его сыновей, Пьера-Жана-Леона и Пьера-Этьена-Анри, составляли пару. В настоящее время первый из них находится в музее Фицуильяма, второй портрет в частной коллекции. Портреты младших детей, Этьена и его сестры, также являлись парными. Портрет Мари Гужон известен как «Девочка с обручем» и находится в Национальной галерее искусства в Вашингтоне.
Картина долгое время находилась в парижском доме Э. Гужона, неизвестно когда и при каких обстоятельствах она оказалась в галерее А. Воллара, где в 1913 году её за 42000 франков приобрёл московский купец и коллекционер И. А. Морозов. После Октябрьской революции собрание Морозова было национализировано и с 1923 года картина находилась в Государственном музее нового западного искусства. В 1948 году ГМНЗИ был расформирован и картина была передана в Государственный Эрмитаж. С конца 2014 года выставляется на четвёртом этаже здания Главного штаба, зал 408 (зал Ренуара).
Главный научный сотрудник Отдела западноевропейского изобразительного искусства Государственного Эрмитажа А. Г. Костеневич анализируя картину писал:

Стилистический гибрид — «Ребёнок с кнутиком», в котором элементы импрессионистической живописи (пейзаж и платье модели) соединились с несвойственными импрессионизму чёткими линиями (лицо мальчика). …Ему нравилась такая натура как персонаж «Ребёнка с кнутиком»: круглолицые здоровые дети с красивыми волосами. Он очень любил длинные локоны у мальчиков, долго не позволяя коротко стричь собственных детей.

А. Г. Барская отмечала что «картина имеет все признаки „энгровского“ или „жёсткого“ стиля середины 1880-х, особенно выразившегося в изображении головы мальчика».